# Yasuj
Yasuj uttal (fil) (persiska ياسوج) är en stad i västra Iran. Den är administrativ huvudort både för delprovinsen (shahrestan) Boyer Ahmad och för provinsen Kohgiluyeh och Buyer Ahmad. Yasuj har cirka 130 000 invånare.